# Bertoldo I de Suabia
Bertoldo I (ca. 1060-18 de mayo de 1090), más conocido como Bertoldo de Rheinfelden, fue duque de Suabia desde 1079 hasta su muerte. Era el hijo mayor de Rodolfo de Rheinfelden, siendo el más joven Otón, el antirrey alemán que se opuso al emperador Enrique IV. 
No se conoce el nombre de la madre de Bertoldo, pero cuando ella murió en 1079, Rodolfo necesitó un nuevo supervisor de la resistencia en el sur de Alemania, puesto que él mismo estaba confinado en Sajonia y separado de sus aliados en Suabia. Rodolfo entonces hizo de su hijo duque de Suabia. Enrique, sin embargo, nombró a Federico de Büren, quien tenía tierras estratégicamente ubicadas para gran ventaja suya.
A través de la guerra civil contra Enrique IV, Suabia cayó en el caos. En 1084, Bertoldo, duque de Suabia, se vio asediado por quienes apoyaban a Enrique IV. Aunque tenía más base de poder, su rango era inferior. Al final dejó la lucha a su cuñado, Bertoldo de Zähringen y a Güelfo IV. Cuando murió sin descendientes en 1090 y fue enterrado en el monasterio de San Blas, Beroldo II, que estaba casado con su hija, Agnes de Rheinfelden, le sucedió como duque de Suabia.